# Lepidothrix serena
Lepidothrix serena е вид птица от семейство Манакинови (Pipridae).

## Разпространение
Видът е разпространен в Бразилия, Гвиана, Суринам и Френска Гвиана.